# Distrikt Soritor
Der Distrikt Soritor liegt in der Provinz Moyobamba der Region San Martín im zentralen Norden von Peru. Der am 2. Januar 1857 gegründete Distrikt hat eine Fläche von 583 km². Beim Zensus 2017 lebten 23.082 Einwohner im Distrikt. Im Jahr 1993 lag die Einwohnerzahl bei 10.959, im Jahr 2007 bei 23.320. Die Distriktverwaltung befindet sich in der 875 m hoch gelegenen Stadt Soritor mit 14.310 Einwohnern (Stand 2017). Solitor liegt 18 km südwestlich der Provinzhauptstadt Moyobamba. Ein weiterer größerer Ort im Südwesten des Distrikts ist San Marcos mit 1356 Einwohnern.

## Geographische Lage
Der Distrikt Soritor befindet sich im äußersten Südwesten der Provinz Moyobamba. Der Distrikt liegt in einer Beckenlandschaft zwischen der peruanischen Zentralkordillere im Westen und der peruanischen Ostkordillere im Osten. Der Fluss Río Tonchima, ein Nebenfluss des Río Mayo, verläuft entlang der westlichen Distriktgrenze nach Norden, dessen Zufluss Río Ochique entwässert den Süden des Distrikts. Der Río Indoche, ein weiterer Nebenfluss des Río Mayo, durchfließt den östlichen Teil des Distrikts nach Norden. Die Nationalstraße 5N von Moyobamba nach Bagua durchquert den Distrikt.
Der Distrikt Soritor grenzt im Südwesten an den Distrikt Vista Alegre (Provinz Rodríguez de Mendoza, Region Amazonas), im Nordwesten an den Distrikt Yorongos (Provinz Rioja), im Norden an den Distrikt Habana, im Osten an den Distrikt Jepelacio, im Südosten an den Distrikt San Martín (Provinz El Dorado) sowie im Süden an den Distrikt Alto Saposoa (Provinz Huallaga).